# Bellman, Taube och lite galet
Bellman, Taube och lite galet är ett livealbum av Cornelis Vreeswijk. Skivan består av inspelningar av när Cornelis Vreeswijk och Wadköpings Kammarblåsare var på turné sommaren 1984. 

## Låtlista
1. Epistel nr 51 (Movitz blåste en konsert) (Carl Michael Bellman) – 3:41
2. Epistel nr 52 (Movitz, mitt hjärta blöder) (Carl Michael Bellman) – 3:42
3. Den 17:e balladen (Evert Taube) – 3:30
4. Cervantes (text: Evert Taube, musik: Kjell Andersson) – 4:07
5. Skärgårdsfrun (Evert Taube) – 2:16
6. Dikt till en gammal dambekant (Cornelis Vreeswijk) – 1:45
7. Felicia adjö (Cornelis Vreeswijk) – 2:24
8. Historia + Hönan Agda (Cornelis Vreeswijk) – 2:33
9. Och skulle det så vara (text: Evert Taube, musik: Gunnar Hahn) – 2:16
10. Oxdragarsång (Evert Taube) – 2:33
11. Fredmans sång nr 21 (Så Lunka vi så småningom) (Carl Michael Bellman) – 3:10
12. Fritiof Anderssons paradmarsch (Evert Taube) – 4:15
13. Den glade bagaren (Evert Taube) – 3:42
14. 50 öres blues (Cornelis Vreeswijk) – 4:08
15. Ingrid Dardels polska (Evert Taube) – 2:08

## Medverkande musiker
- Sven Samuelsson – arrangemang och musikalisk ledning
- Ingmar Berg – dirigent
- Cornelis Vreeswijk – sång, gitarr
- Berndt Andersson – flöjt
- Agneta Andersson – flöjt
- Sam Arnehed – oboe
- Anette Halmstedt – oboe
- Elis Jacobsson – klarinett
- Johan Krakovski – klarinett
- Lars Sjögren – fagott
- Tor Lennström – fagott
- Hans Erik Grimell – valthorn
- Rudolf Skeppstedt – valthorn
- Lars Hoffner – slagverk
- Bo H Gustafsson – slagverk
- Jan Gustafsson – kontrabas